# Dendronetria
Dendronetria Millidge & Russell-Smith, 1992 è un genere di ragni appartenente alla famiglia Linyphiidae.

## Distribuzione
Le due specie oggi attribuite a questo genere sono state reperite nel Borneo.

## Tassonomia
A maggio 2011, si compone di due specie:
- Dendronetria humilis Millidge & Russell-Smith, 1992 — Borneo
- Dendronetria obscura Millidge & Russell-Smith, 1992[3] — Borneo